# Djursholms begravningsplats

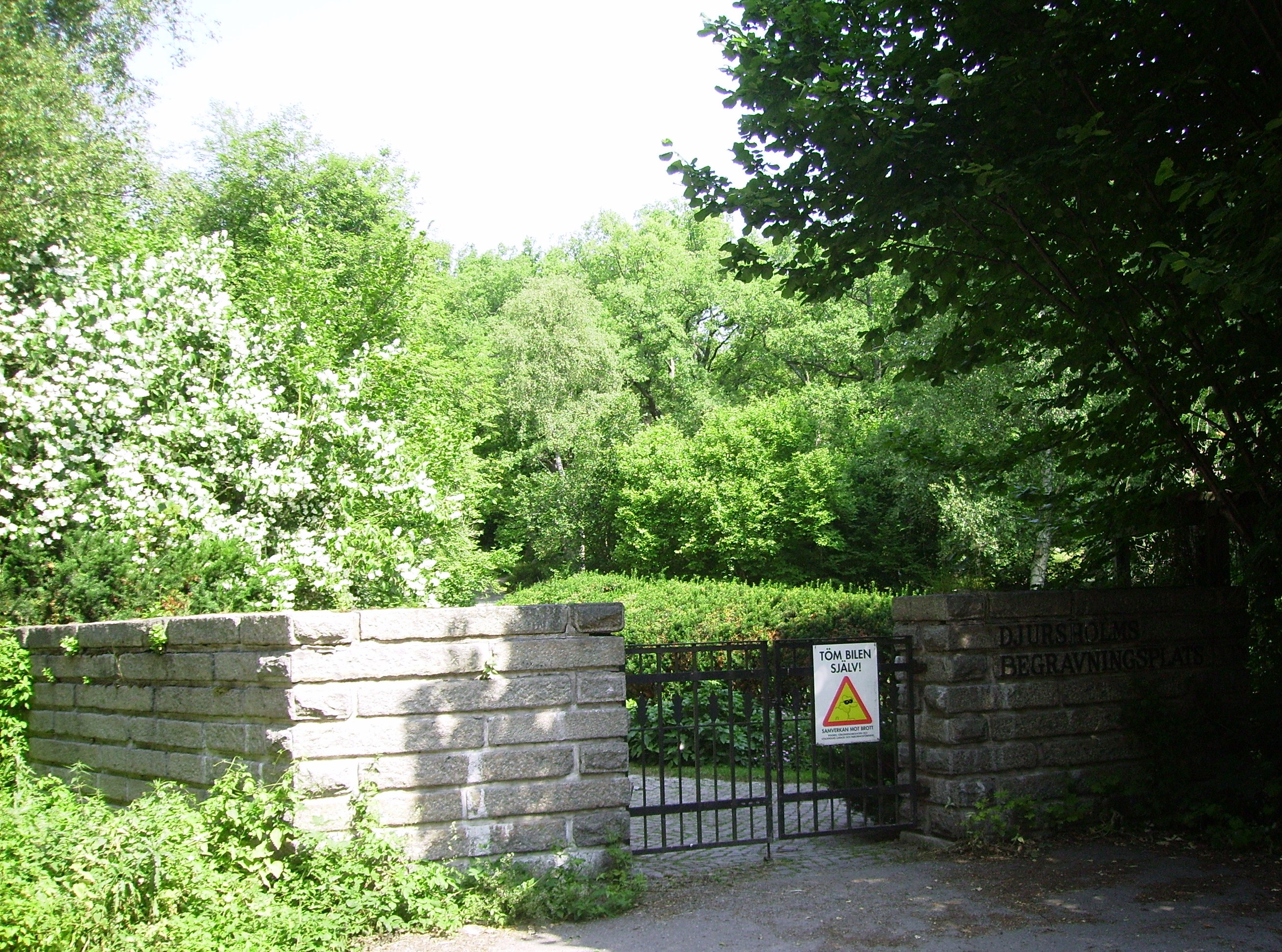
Entré till Djursholms begravningsplats.

Djursholms begravningsplats är en begravningsplats i Altorp i norra delen av Djursholm, Danderyds kommun.

## Historia
Villastaden Djursholm, som grundades år 1889, saknade inledningsvis egen gudstjänstlokal och begravningsplats. Invånarna i det snabbt växande samhället var hänvisade till församlingens huvudkyrka Danderyds kyrka och dess kyrkogård några kilometer från de centrala delarna av Djursholm. Vid årsskiftet 1895/96 väcktes ett förslag att samhället skulle få en egen begravningsplats. Kyrkostämman biföll förslaget och tillsatte en kommitté som under vintern 1896 undersökte olika områden som skulle kunna passa.
Det område som valdes ut hade tidigare använts som betesmark och låg nordväst om Djursholms slott, utanför den ursprungliga villastaden och mellan nuvarande Ymervägen och Östra Valhallavägen. Området tillhörde Djursholms aktiebolag. I september 1896 bildades en speciell kyrkogårdsförening som senare under hösten fick området, 14 tunnland 29,1 kappland (motsvarande cirka 73 600 kvadratmeter) i gåva från Djursholms AB och därmed blev huvudman för begravningsplatsen.
Begravningsplatsen invigdes den 23 maj 1897 av hovpredikanten Johan Christofer Bring, assisterad av kyrkoherden i Danderyd Jacob Edvard Ekstedt och pastor Natanael Beskow. Samma dag förrättades den första gravsättningen, av skulptören Alfred Nyström.
År 1901 bildades Djursholms köping som övertog många av de funktioner som tidigare hade skötts av Djursholms aktiebolag. Samtidigt övertog köpingen även ansvaret för begravningsplatsen. Den tidigare kyrkogårdsföreningen upplöstes. År 1916 byggdes begravningsplatsen ut mot nordväst. Utbyggnaden invigdes av ärkebiskop Nathan Söderblom. 
I samband med att dåvarande Djursholms stad slogs samman med Danderyds köping år 1971 överfördes ansvaret för begravningsplatsen till Danderyds församling. Samma år stod en minneslund klar. Begravningsplatsen fick sina slutgiltiga gränser år 2001.

## Gravkapellet
Gravkapellet, Altorps gravkapell, är ritat av Lars Israel Wahlman och invigdes år 1938. Interiören har freskomålningar av Bo Beskow. Där finns hans far Nathanael Beskow avbildad, tillsammans med en ung kvinna som sägs vara konstnärens mor Elsa Beskow i unga år. År 1961 restes en klockstapel.

## Gravsatta på begravningsplatsen
Begravningsplatsen har fått behålla sin naturliga skogsmiljö i den kuperade terrängen. Bland dem som är begravda på Djursholms begravningsplats finns många av de ledande personerna från tiden när Djursholms etablerades och byggdes upp som villastad, bland andra författaren Elsa Beskow och hennes make teologen Natanael Beskow, viskompositören Alice Tegnér, samt bankdirektör Henrik Palme och politikern Ernst Beckman, som båda var med och grundade Djursholm. Där finns också Gösta Mittag-Leffler, matematiker och grundare av tidskriften Acta Mathematica. Under senare tid har bland andra nobelpristagaren Hannes Alfvén, konstnären Poul Ströyer  samt spionen och översten Stig Wennerström fått sina gravar på begravningsplatsen liksom den kände pastorn Willis Säwe, missionär, författare och föreståndare för Filadelfiakyrkan i Stockholm. Även skådespelaren Håkan Serner och dennes styvdotter operasångerskan och operachefen Malin Gjörup är begravda i Djursholm.

## Bildgalleri

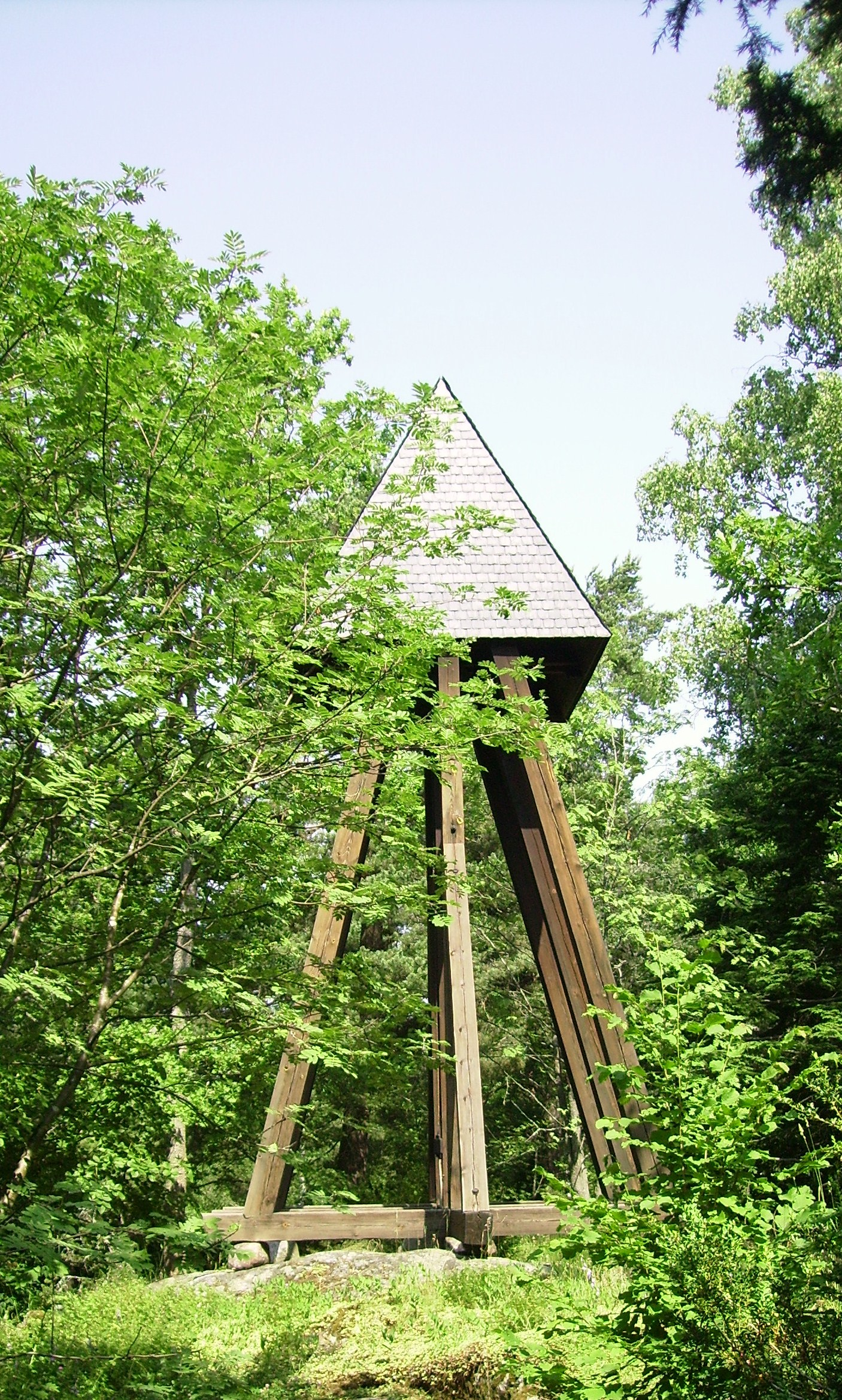
Klockstapel.
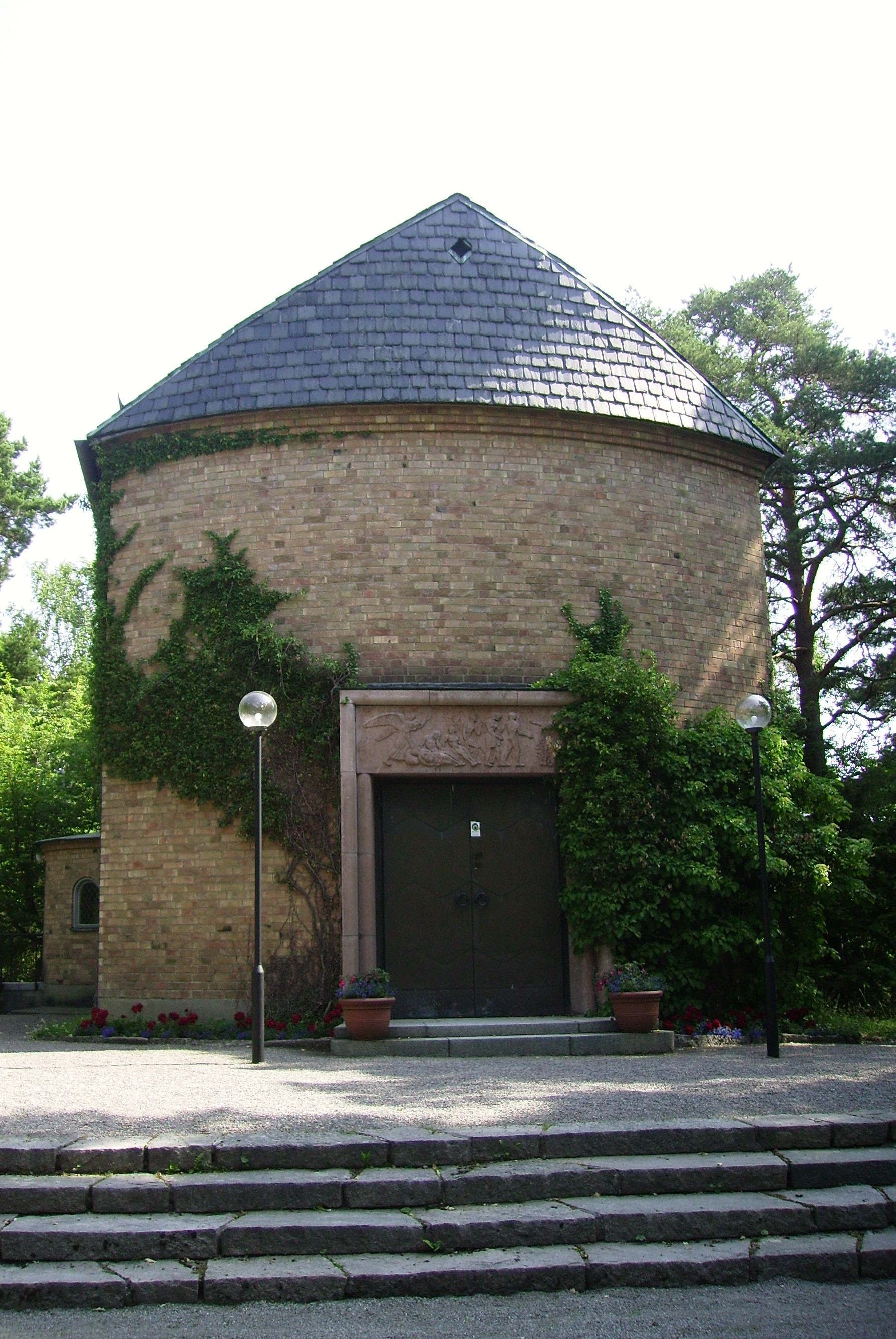
Kapell.